# 佩勒瓦桑
佩勒瓦桑（法語：Pellevoisin，法語發音：[pɛlvwazɛ̃]）是法国安德尔省的一个市镇，位于该省中北部偏西，属于沙托鲁区。

## 地理
佩勒瓦桑（46°59'1"N, 1°24'51"E）面积25.62 平方千米，位于法国中央-卢瓦尔河谷大区安德尔省，该省份为法国中部省份，北起卢瓦-谢尔省，西北接安德尔-卢瓦尔省，西南接维埃纳省，南至克勒兹省和上维埃纳省，东临谢尔省。
与佩勒瓦桑接壤的市镇（或旧市镇、城区）包括：阿尔日、弗雷迪耶、厄涅、纳翁河畔塞勒、苏热、维勒古安。

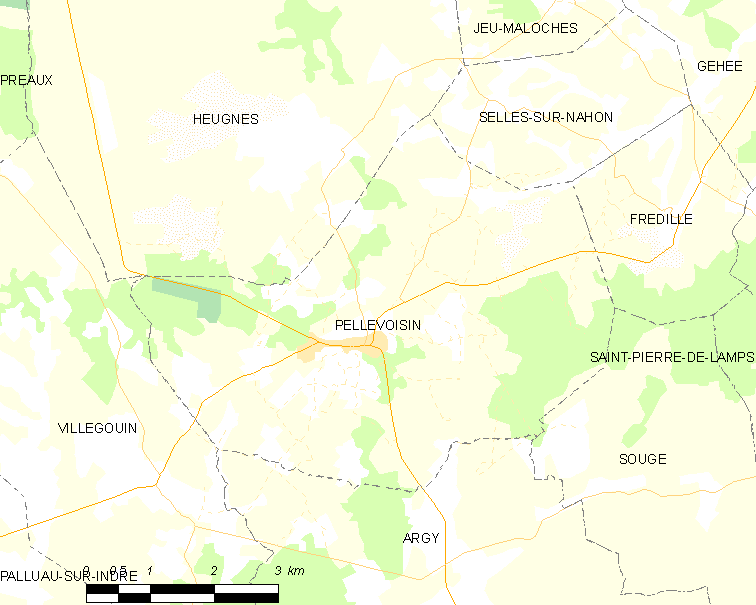
佩勒瓦桑的OSM定位图

佩勒瓦桑的时区为UTC+01:00、UTC+02:00（夏令时）。

## 行政
佩勒瓦桑的邮政编码为36180，INSEE市镇编码为36155。

## 政治
佩勒瓦桑所属的省级选区为瓦朗赛县。

## 人口

1962-2008年间佩勒瓦桑人口变化图示

佩勒瓦桑于2022年1月1日时的人口数量为794人。